# Cadang-cadang
Espèce
Le cadang-cadang est une maladie des plantes qui affecte principalement les cocotiers (Cocos nucifera) dans la partie centrale des Philippines.
Elle est causée par le viroïde cadang-cadang du cocotier (CCCVd, Coconut cadang-cadang viroid), viroïde mortel qui attaque, outre le cocotier, divers palmiers, dont l'anahaw (Livistona rotundifolia), le buri (Corypha utan), et le palmier à huile africain (Elaeis guineensis). 
Il a été signalé pour la première fois dans l'île de San Miguel (Philippines) en 1927/1928. « À partir de 1962, 100 000 des 250 000 palmiers de cette île sont morts de la maladie », indiquant une épidémie.
Chaque année, un million de cocotiers sont tués par le CCCVd et plus de 30 millions de cocotiers ont été tués depuis que le cadang-cadang a été découvert. Le viroïde CCCVd affecte directement la production de coprah, matière première pour la production d'huile de noix de coco et pour l'alimentation animale.
Aux Philippines, des pertes totales estimées à environ 30 millions de palmiers et des pertes annuelles de rendement d'environ 22 000 t de coprah ont été attribuées à la maladie du cadang-cadang.

## Étymologie
« Cadang-cadang » signifie littéralement « mourir, mourir » ou « mourir lentement » en bicol, langue parlée dans l'île de Luçon. 

## Caractéristiques
Les viroïdes sont de petites molécules d'ARN simple brin, longues de 246 à 375 nucléotides. Contrairement aux virus, ils ne codent pas des protéines d'enveloppe mais contiennent des gènes pour leur réplication autonome.
Bien qu'ils soient capables de provoquer des maladies graves, on les rencontre le plus fréquemment dans un état latent, et leur mode d'infection est essentiellement mécanique, bien qu'il existe des cas documentés de  transmission verticale par le pollen et les graines.
La séquence et la structure du CCCVd ont été documentées. Il existe quatre formes d'ARN de faible poids moléculaire associées à la maladie du cadang-cadang (ARNcc).
Sur les quatre, deux sont liées à la phase précoce de la maladie : ARNcc-1 rapide et ARNcc-2 rapide. Après plusieurs années, deux autres espèces apparaissent et prédominent : ARNcc-1 lent et ARNcc-2 lent. De plus, ils partagent une homologie de séquence avec d'autres viroïdes.
Des conditions sont nécessaires pour qu'un viroïde infecte son hôte, par exemple des blessures de l'hôte ou l'intermédiaire de grains de pollen infectés déposés dans un ovule.
La maladie de Tinangaja, causée par le viroïde trinangaja du cocotier (CTiVd, coconut trinangaja viroid), est proche du cadang-cadang. Ce viroïde présente 64 % d'homologie de séquence avec le CCCVd. Cette maladie a été découverte à Guam. On a découvert sur des cocotiers d'Asie et du Pacifique Sud des viroïdes ayant des séquences d'acides nucléiques similaires à celles du CCCVd. 
La pathogénicité du CTiVd est incertaine.

## Symptômes
Sur le cocotier, les symptômes de cadang-cadang se développent lentement, sur une période de huit à quinze ans, ce qui rend difficile un diagnostic précoce.
On peut définir trois stades principaux caractérisés par des séries de caractéristiques définies : initial, intermédiaire et final, qui durent en moyenne de deux à quatre ans, deux ans et cinq ans, respectivement .
Les premiers symptômes correspondant au stade initial de l'infection apparaissent au bout de deux à quatre ans. 
Ces symptômes comprennent la scarification de la noix de coco qui devient aussi plus arrondie. Les feuilles (frondes) montrent des taches jaune vif. 
Environ deux ans plus tard, dans le stade intermédiaire, 
les inflorescences se rabougrissent et finissent par mourir, et la production de noix de coco cesse. Les taches jaunes sur le feuillage s'agrandissent et se multiplient, donnant l'apparence d'une chlorose. 
Dans le stade final, environ six ans après l'apparition des premiers symptômes, les feuilles de couleur jaunes/bronze commencent à diminuer en taille et en nombre. Enfin, toutes les feuilles tombent, ne laissant subsister que le tronc du palmier dressé comme une « poteau de téléphone ».
Les palmiers de moins de dix ans sont rarement affectés par la maladie du cadang-cadang ; l'incidence de la maladie augmente jusqu'à environ 40 ans, puis se stabilise. 
« Aucune récupération n'a jamais été observée, et la maladie est toujours mortelle ».
Le palmier à huile africain présente des symptômes similaires à ceux du cocotier, mais présente aussi des taches orange sur les palmes.

## Distribution
L'aire de répartition du CCCVd se limite à certaines régions des Philippines. On le rencontre principalement dans les provinces de  Bicol, Masbate, Catanduanes, Samar et dans d'autres plus petites îles de la zone.  
La limite septentrionale actuelle de cette aire se situe à la latitude de Manille et la limite méridionale à la latitude de l'île Homonhon (Samar oriental). Ce fait est important en raison de la proximité de la maladie de la région de Mindanao, principale zone de production de noix de coco et d'huile de palme aux Philippines.
Un foyer d'infection isolé a été signalé dans les îles Salomon (Océanie).
Les données disponibles laissent penser que l'épidémiologie du cadang-Cadang ne peut pas se propager dans une direction particulière.
Un viroïde similaire, connu sous le nom de « viroïde Tinangaja du cocotier (CTiVd Coconut Tinangaja Viroid), a été découvert à Guam. Il provoque une maladie similaire, appelée maladie de Tinangaja. Ce viroïde a 64 % d'homologie de séquence avec le viroïde cadang-cadang du cocotier.
D'autres viroïdes apparentés au CCCVd ont été signalés en Asie et en Océanie. Ils ont un haut degré d'homologie mais leur pathogénicité est incertaine